# Мендерес (квартал на Истанбул)
„Мендерес“ (на турски: Menderes) е квартал на Истанбул, разположен в околия Есенлер. Общата му площ е 0,44 км2. Според данни на Адресната система за регистриране на населението (ABPRS) към 2023 г. населението на „Мендерес“ е 30 888 жители.